# Partido de la Independencia Hondureña
El Partido de la Independencia Hondureña fue un partido político de Belice en los años 50s (llamado así por el nombre tradicional de Belice; Honduras Británica). El partido surgió como un cisma del Partido Unido del Pueblo tras diferencias entre facciones respecto a la posición a tomar con las autoridades coloniales. El grupo que abogaba por la "línea dura" contra los británicos se separó con 10 miembros del Comité Nacional del PUP liderados por Leigh Richardson y Phillip Goldson dimitiendo el 27 de septiembre de 1956 para formar su propio partido. El partido se fundó formalmente el 8 de octubre de ese mismo año con Richardson como líder y obtuvo 18% de los votos, afectando principalmente al PUP en votación. Tras la renuncia de Richardson al estar decepcionado con los resultados, el partido subsistió algún tiempo más hasta fusionarse en 1958 con el Partido Nacional de Belice en el Partido de la Independencia Nacional.

## Resultados electorales
| Año  | Votos | %     | Escaños | +/- | Posición | Gobierno           |
| ---- | ----- | ----- | ------- | --- | -------- | ------------------ |
| 1957 | 2.057 | 18,34 | 0/9     |     | 2º       | Extraparlamentario |